# Southern Voice
Southern Voice è un album in studio del cantante country statunitense Tim McGraw, pubblicato nel 2009.

## Tracce
1. Still – 3:43
2. Ghost Town Train (She's Gone) – 3:49
3. Good Girls – 4:09
4. I Didn't Know It at the Time – 3:22
5. It's a Business Doing Pleasure with You – 3:07
6. If I Died Today – 2:54
7. Mr. Whoever You Are – 4:23
8. Southern Voice – 4:01
9. You Had to Be There – 3:51
10. I'm Only Jesus – 4:37
11. Forever Seventeen – 4:34
12. Love You Goodbye – 4:39

## Classifiche
| Classifica (2009) | Posizione massima |
| ----------------- | ----------------- |
| Stati Uniti       | 2                 |